# Megachile campanulae
Megachile campanulae (лат.) — вид пчёл рода Мегахилы из семейства Megachilidae.
Описанные в 1903 году, эти одиночные пчёлы обитают в восточной части Северной Америки (Канада, США). Исследования, проведённые в 2013 году, отнесли их к первым видам насекомых, использующих синтетические материалы для строительства гнёзд. Их считают пчёлами-каменщиками, что является общим обозначением для пчёл нескольких семейств, включая Megachilidae (осмии и другие). В роде Megachile, часто называемом пчёлами-листорезами, M. campanulae относится к подроду Chelostomoides, представители которого строят гнёзда не из срезанных листьев, а из растительных смол и других материалов. Самки откладывают яйца в гнёзда, каждое из которых имеет отдельную ячейку. После вылупления яйца проходят личиночную стадию и затем зимуют в стадии куколок. Пчёлы подвержены паразитированию со стороны нескольких других видов пчёл, которые действуют как паразиты расплода. Это пчёлы среднего размера, и самки, как правило, крупнее самцов. Они являются важными опылителями многочисленных местных видов растений по всему ареалу своего обитания.

## Описание
Мелкие пчёлы, длина самок 10—12 мм, самцов 8—9 мм. Тело чёрное (шпоры ног жёлтые), опушение белое, скопа бело-жёлтая.
Самка M. campanulae отличается по её субпараллельной метасомой (вид сверху), мандибулам без режущих краёв (4-зубчатые), краю клипеуса, который медиально выемчатый и латерально зубчатый, медиально неполной апикальной полосе щетинок тергита T5, которая тоньше и менее перистая, чем апикальные полоски щетинок T1-4, темени с крупной редкой пунктировкой (примерно 4-6 точек между латеральными простыми глазками и задним краем темени), частой и равномерной пунктировке скутума по сравнению с нерегулярной и непоследовательной пунктировкой скутеллюма, и линии точек на затылочном шве, выглядящей как слабо выраженный киль. Самки M. campanulae наиболее похожи на M. angelarum. Самца M. campanulae можно узнать по оттянутому стерниту S4 и крупной, редкой пунктировке на темени (около четырёх точек между боковыми простыми глазками и задним краем темени). Самцы M. campanulae наиболее похожи на M. angelarum.

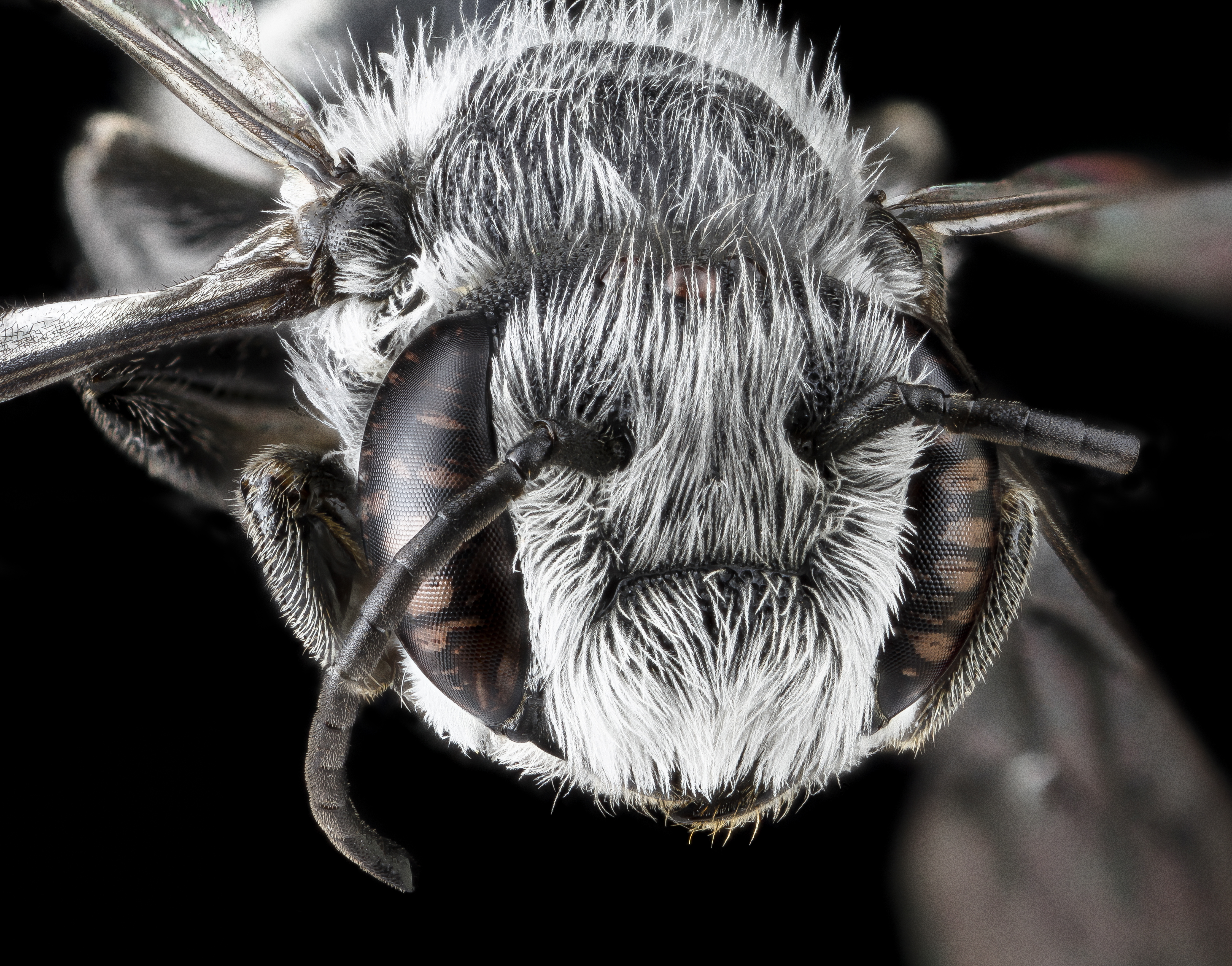
Голова самца
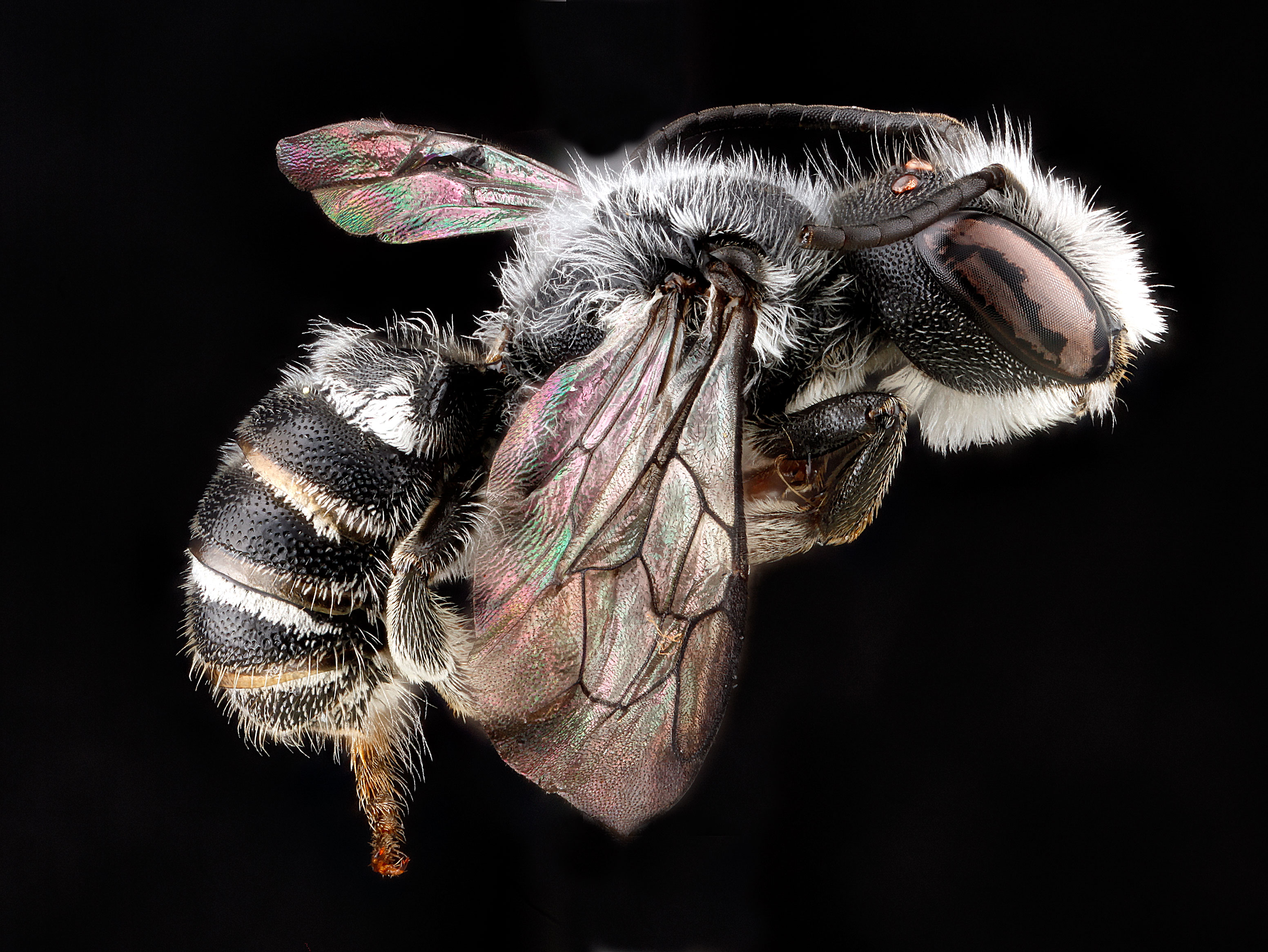
Вид сбоку

## Образ жизни
M. campanulae строит гнёзда в уже существующих полостях древесины, но также гнездится в уже существующих полостях в глинистых отмелях. Гнёзда подвергаются нападению гнездовых паразитов пчёл.
Считается, что M. campanulae является олиголектом колокольчика Campanula americana, хотя известен гораздо более широкий спектр растений-хозяев, что указывает на возможную полилектию. Растительные смолы используются для строительства гнёзд.

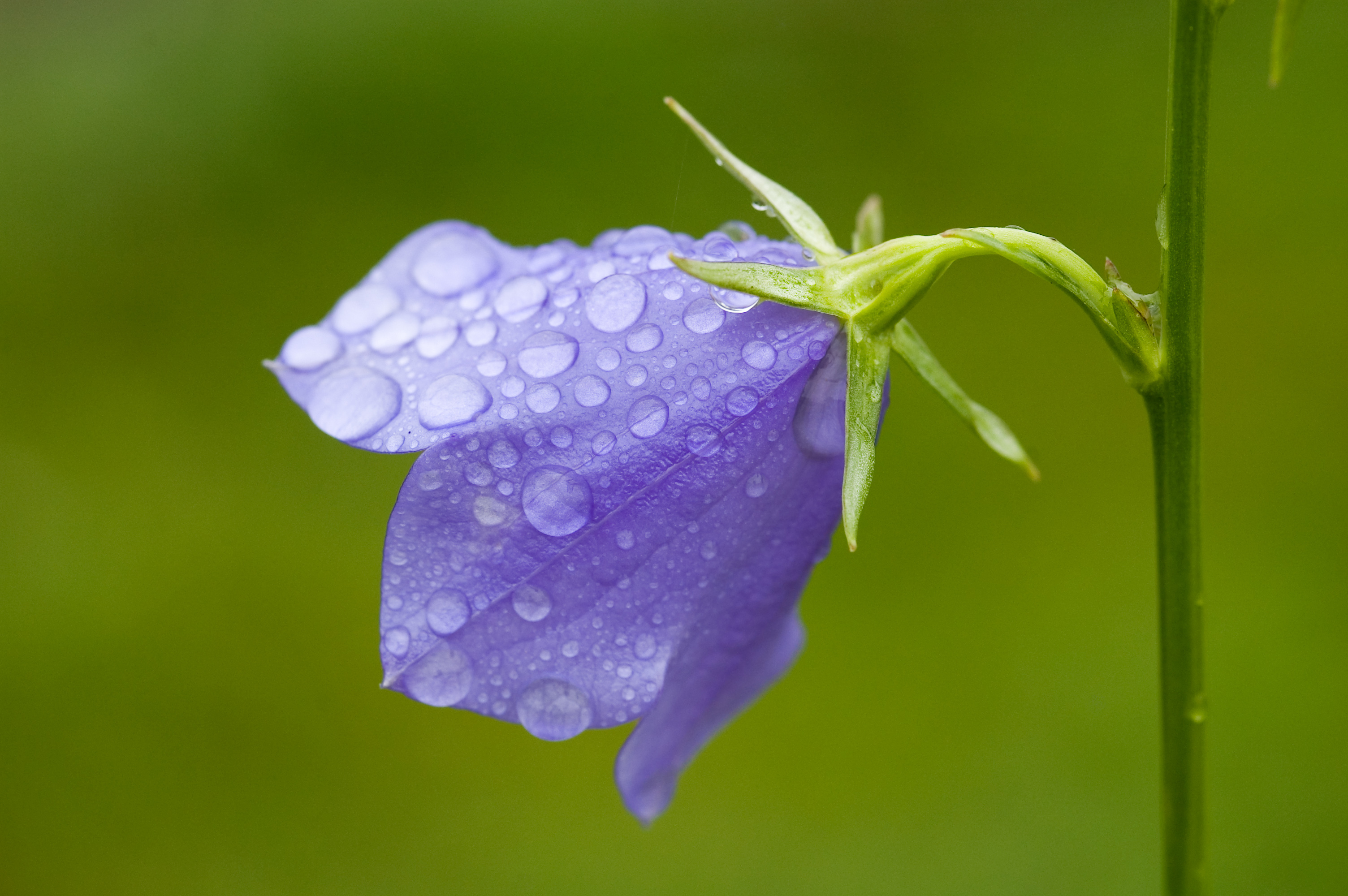
Колокольчик (Campanula), опыляемый M. campanulae

### Синтетические материалы для гнезд
В дикой природе M. campanulae запечатывают ячейки внутри гнезда натуральными смолами, встречающимися в растениях и деревьях. Однако в 2013 году исследователи сообщили, что пчёлы использовали синтетические материалы, в том числе герметик, для запечатывания ячеек. Анализ состава этих материалов выявил наличие кальция, титана и железа. Они напоминали герметики на основе полиуретана, обычно используемые в строительстве зданий. Насекомые нередко живут внутри найденных предметов из пластика. Однако эти находки являются первыми известными случаями, когда насекомые фактически строят гнёзда из пластика. Исследователи предполагают, что поведение пчёл может быть примером адаптивного поведения. Поскольку некоторые пчёлы были свободны от паразитов, эти новые и, возможно, более надёжные методы строительства гнезд могут обеспечить дополнительную защиту. Включение пластика в стенки и герметизацию ячеек гнезд, по-видимому, обеспечивало некоторую защиту от проникновения паразитов в расплод. Однако использование этих более доступных синтетических материалов в городских условиях может быть случайным. Фактически, воздействие полиуретановых и полиэтиленовых пластиков на расплод может быть пагубным, как отметила канадская группа учёных, поскольку может быть затруднена диффузия влаги. Некоторые особи расплода были сильно поражены ростом плесени. Кроме того, синтетические материалы в гнезде могут препятствовать способности пчёл двигаться и дышать. Воздействие токсинов и другие последствия урбанизации являются хорошо задокументированными факторами, способствующими сокращению популяции опылителей в целом.

## Паразиты и болезни
Megachile campanulae может быть заражена рядом расплодных паразитов, включая Monodontomerus obscurus, наездника-торимиду. В гнёздах была обнаружена клептопаразитическая пчела Stelis louisae. Представители рода Coelioxys (Coelioxys modesta) также известны как паразиты мегахил. Клептопаразитические пчёлы характеризуются тем, что откладывают свои яйца в гнёзда других пчёл. Поскольку это поведение похоже на поведение кукушек, таких пчёл называют пчёлами-кукушками. Эти взаимоотношения хозяина и паразита сложны, и взаимоотношения между M. campanulae и другими паразитическими видами могут быть недостаточно хорошо описаны.

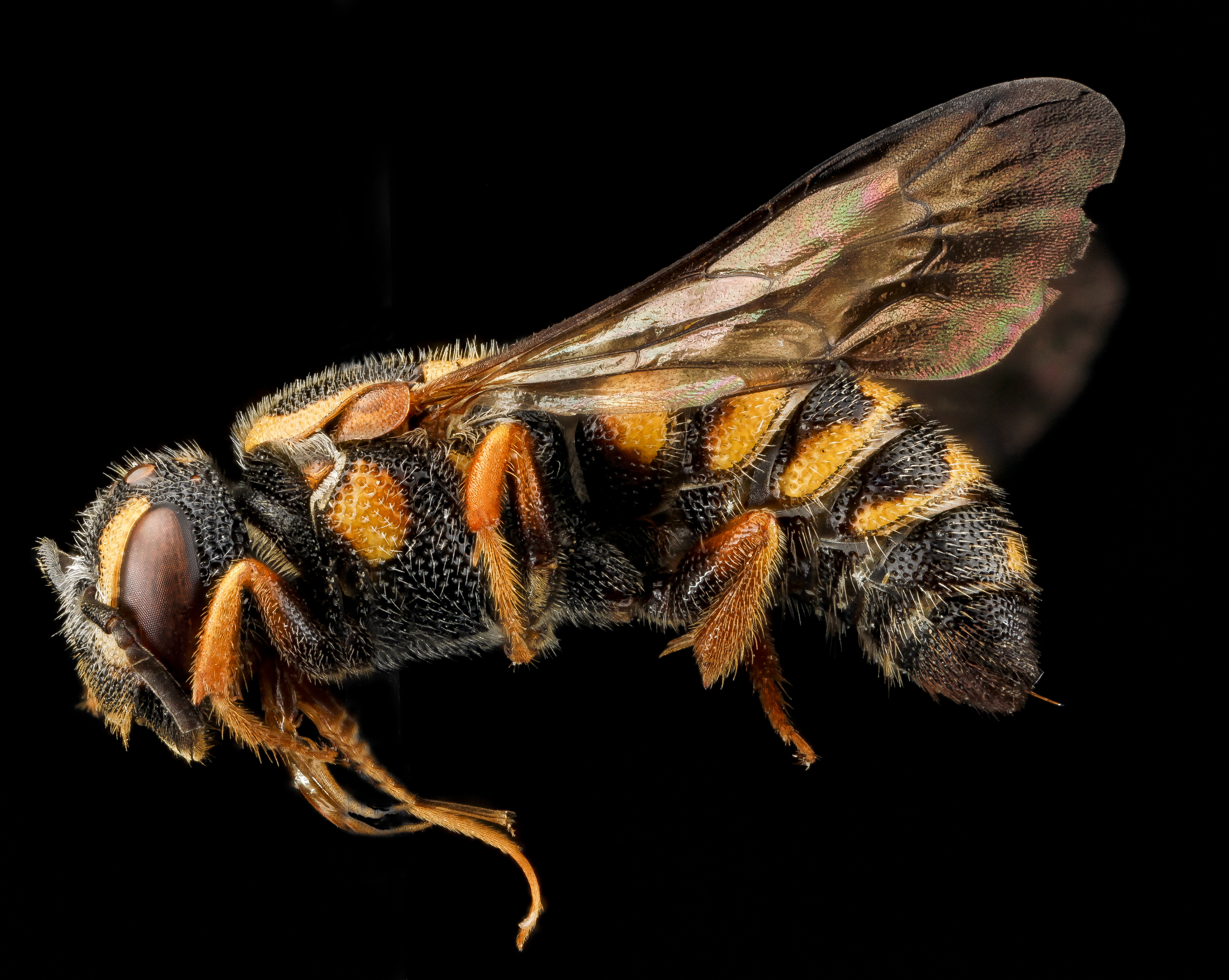
Пчела-кукушка Stelis louisae
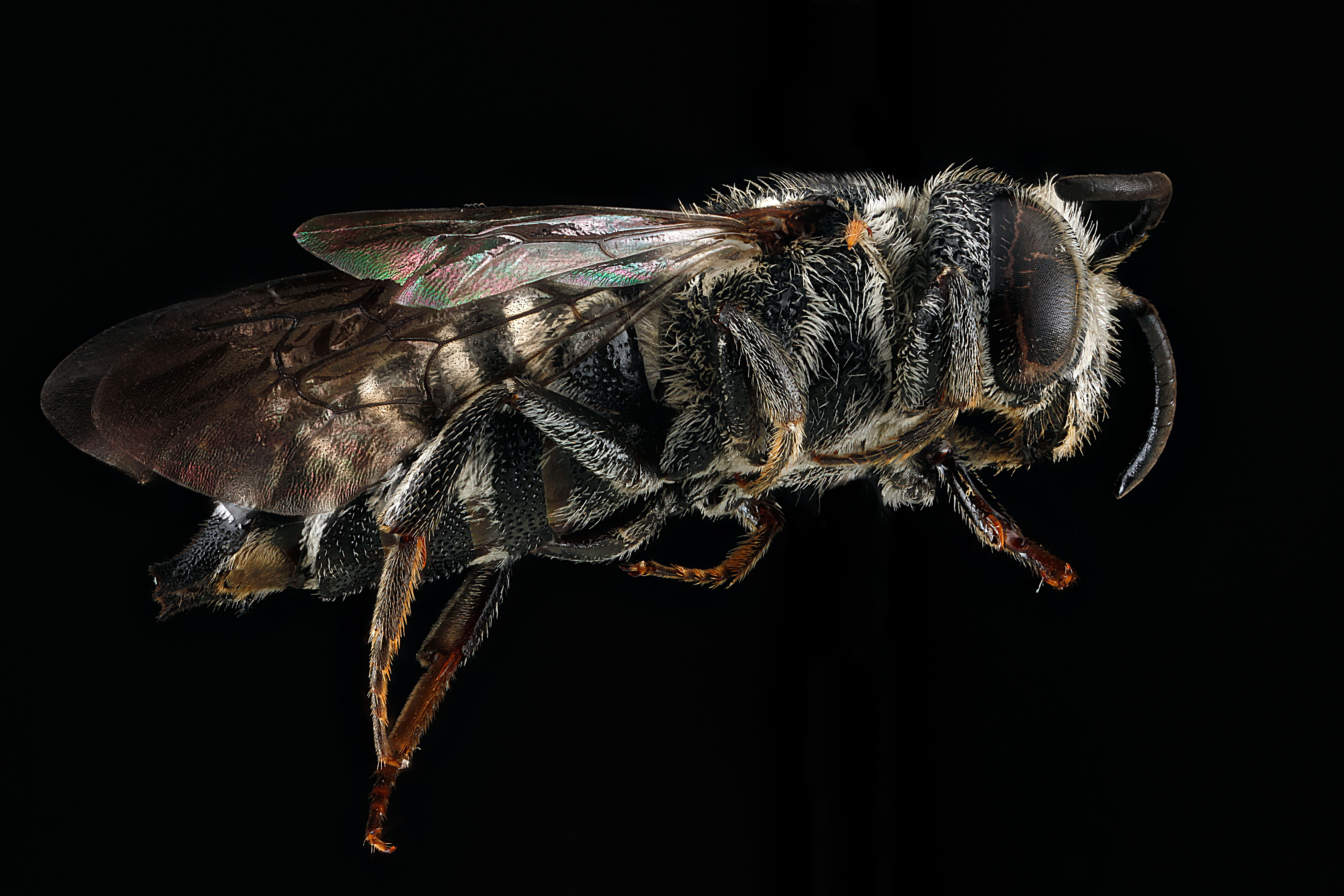
Пчела-кукушка Coelioxys modesta

В исследовании, проведенном в Торонто, было показано, что рост плесени представляет собой проблему, особенно при использовании синтетических материалов в конструкции гнезда. Известно, что грибковое заболевание личинок, известное как меловой расплод поражает родственный вид люцерновую пчелу-листореза (M. rotundata).

## Распространение и среда обитания
Ареал M. campanulae охватывает обширные территории восточной части североамериканского континента. Родина этого вида — юг Онтарио (Канада). Ареал простирается от этой юго-восточной канадской провинции через штаты Новой Англии до Флориды (США). На запад ареал простирается до Миннесоты, Небраски и Техаса. Отмечены отдельные сообщения о наблюдениях вида и далее на запад, включая присутствие в Колорадо и Монтане

## Таксономия
Вид был впервые описан в 1903 году американским энтомологом Чарльзом Робертсоном (1858—1935) под названием Oligotropus campanulae Robertson, 1903. Теодор Кокерелл (1908: 292) был первым, кто отнёс этот вид к роду Megachile Latreille, 1802, хотя он считал, что Oligotropus campanulae Robertson, 1903 является синонимом вида M. exilis Cresson, 1872. Гименоптеролог Рой Снеллинг (1934—2008) в 1990 году поместил Megachile campanulae (как Chalicodoma campanulae) в группу видов M. exilis Cresson, 1872. Входит в состав подрода Chelostomoides.